# Лабинкир
Лабингкир або Лабинкир (якут. Лабыҥкыр, трансліт. Labıŋkır) — озеро в Оймяконському улусі на сході Якутії, що стало знаменитим завдяки сутності, невідомій науці, що нібито живе в його водах.

## Географічні дані
Озеро утворилося на місці центрального моренного амфітеатру на Сордоноському плато верхньої течії Індигірки в результаті підпруживання річки кінцевої мореною. Озеро розташоване на висоті 1020 м над рівнем моря, має форму витягнутого з півночі на південь прямокутника розмірами завдовжки 14,3 і шириною близько чотирьох кілометрів. Максимальна ширина сягає 4,14 км. Середня глибина озера — до 52,6 м. При цьому на дні озера є аномальна тріщина, яка збільшує глибину до 75-80 м. Прозорість води — до 10 м (у північній частині). Температура води навіть у найспекотніші літні дні не перевищує 9 °C, придонна температура — від 1,3 до 2 °C. Вода в озері, не зважаючи на великі морози взимку (до -50 градусів), замерзає дуже повільно, що залишається загадкою для вчених. Береги північної частини озера валунисто-галькові, центральної частини — скелясті, південній — пологі, складені з крупноглибового колювіального матеріалу. Озеро розташоване в одному з найхолодніших місць Північної півкулі.
В озеро впадає і через крижану греблю, що не тане, випливає однойменна річка Лабинкир (притока Туора-Юрях та Індигірки). На озері три острови, один із яких, діаметром близько 30 м, заввишки 5-6 м, що розташований точно в центрі озера, за переказами місцевих жителів, має дивну властивість час від часу зникати під водою. Однак рівень води в озері практично незмінний і така поведінка острова, ймовірно, є оптичним явищем на зразок міражу.

## Легенда озера
Місцеві жителі-якути вірять, що в озері живе якась величезна тварина — «Лабинкирський чорт», як вони називають його. За описами якутів, це щось темно-сірого забарвлення з величезною пащею. Відстань між очима «чорта» дорівнює ширині плоту з десяти колод. Якщо вірити легенді, «чорт» дуже агресивний і небезпечний, нападає на людей і тварин, здатний виходити на берег.
Учені зацікавилися Лабинкирським чудовиськом після повідомлення геолога В. І. Твердохлєбова, який спостерігав в озері якийсь великий об'єкт, що рухається. Ряд експедицій, проте, не приніс ніяких переконливих результатів.
Із записів експедиції В. Твердохлєбова 30 липня 1953 року:
|  | Предмет плив доволі близько. Це було щось живе, якась тварина. Воно рухалось по дузі: спочатку вздовж озера, потім прямо до нас. У міру того як воно наближалось, дивне заціпеніння, від якого холодіє всередині, охоплювало мене. Над водою ледь-ледь здіймалась темно-сива туша, очі тварини, а з тіла стирчало щось ніби палиця… Ми бачили лише невелику частини тварини, але під водою вгадувалося величезне масивне тіло… |

Після того, як у 70-х роках науковий інтерес до Лабинкиру і його таємничого мешканця згас, єдиним жителем тих місць залишався якийсь рибалка-троцькіст на ймення Алямс, засланий у Якутію під час репресій і який не побажав повертатися. Саме його неймовірні розповіді про жертвоприношення, нібито принесених ним бісові, знову підігріли цікавість у кінці 80-х. У 1993 році Алямс тяжко захворів і його відвезли в найближчу лікарню. У маренні він сказав, що Лабинкир йому не пробачить розлуки і вб'є його. Рибалку повернули на озеро, де він раптово помер.
Криптозоологи висувають різні гіпотези щодо природи «чорта»: гігантська щука, реліктова рептилія або амфібія.
Місцеві жителі також повідомляли про появи «чорта» в сусідньому озері Ворота, але експедиція до цього озера зуміла довести, що в ньому немає ніяких чудовиськ.

## Експедиції
- У 2005 році телепрограма «Искатели» організувала експедицію на озеро, під час якої провела низку досліджень і вимірювань. Зокрема, за допомогою ехолота була виявлена аномальна тріщина на дні озера, а за допомогою глибоководного телезонду вдалося виявити на дні залишки щелеп і хребців тварин.
- У лютому 2013 року було здійснене занурення на дно озера, температура повітря на поверхні -46 °C, температура води +2 °C. Організатором виступили Федерація підводного спорту Росії і Російське географічне товариство, експедиція отримала назву «Полюс холоду»[9]. Головним завданням проекту було вивчення флори і фауни Лабинкира, а також тестування можливостей людського організму в екстремальних умовах. Дослідники взяли проби води з різних глибин Лабинкира, а також проби ґрунту з дна озера.

- З 26 лютого по 14 березня 2014 року був проведений другий етап експедиції[10].

- У 2016 році працівник РГТ, мандрівник-екстремал із Воронежа Андрій Соловйов понад 100 днів провів на озері, зібрав свідчення місцевих жителів і льотчика вертольота, який бачив із повітря рептилію завдовжки близько 5-7 м[11]. Андрій Соловйов зазначив також пошкодження сіток (багатометрові діри), походження яких важко пояснити, якщо виключити вплив дуже великої тварини[12][13].